# C/2012 L3 (LINEAR)
C/2012 L3 (LINEAR) — одна з довгоперіодичних комет. Ця комета була відкрита 10 червня 2012 року; вона мала 18.5m на час відкриття.